# Хая Мушка Шнеєрсон
Хая-Мушка Шнеєрсон (25 адара - 16 березня 1901, Бабиновичі — 22 швата - 10 лютого 1988, Нью-Йорк) — донька шостого Любавицького Ребе, рабина Йосефа-Іцхака Шнеєрсона, і дружина сьомого Любавицького Ребе, рабина Менахема Мендела Шнеєрсона.
У перекладі Хая значить "життя", Мушка - "ароматичні пахощі, мускат" (одна зі складових суміші пахощів, який курили в Храмі).

## Життєпис

##### Дитинство
Ребецн Хая-Мушка походила з видатної династії Шнеєрсонів, її рід простежується до Алтер Ребе, вона була з сім'ї Шнеєрсон з боку обох батьків.
Вона народилася в Шабат, 25 числа місяця Адар (16 березня) 1901 року, у маленькому містечку Бабиновичі, неподалік від Любавичів в сім'ї майбутнього шостого Любавицького Ребе та його дружини ребецн Нехами-Діни. Ім'я їй дав дідусь, п'ятий Любавицький Ребе, Шолом Дов-Бер, на честь дружини третього Любавицького Ребе Менахема Мендела Шнеєрсона (Цемах-Цедека).
Крім рідної мови їдиш, Лашон гаКодеш (мови Тори), івриту, вона невимушено і легко говорила, читала й писала німецькою, французькою, російською та англійською (чим, утім, ніколи не пишалася, вважаючи мови лише засобом для спілкування, а не чимось таким, що визначає ідентичність особистості).
Раннє дитинство Хаї-Мушки пройшло в Любавичах, в будинку батьків і діда. Раббі Шолом Дов-Бер мав особливі почуття до онуки і справив на неї величезний вплив. Вже на схилі років ребецн Хая-Мушка згадувала: «Його молитви, повні щирого почуття, залишилися в моїй пам'яті назавжди. Я можу повторити кожне вимовлене ним слово». Хая Мушка мала двох сестер: старшу ребецн Ханну Гурарі, та молодшу за себе ребецн Шейну Горенштейн.
Люди, поруч із якими росла майбутня Ребецн, були не просто духовними юдейськими лідерами, це були люди великого інтелекту, і вони мали загострений зв’язок із єврейським народом. Усі свої здібності Хая-Мушка спрямовувала на служіння Богові. Вона прагнула допомогти і близьким, і далеким, була дуже чуйною по відношенню до людей, вміла для кожного знайти вірні слова.

##### Юність
Юність Хаї-Мушки припала на важкі роки революції і червоного терору, коли все, пов'язане з релігією в тому числі юдаїзмом, жорстоко придушувалося. З ранньої юності Муся почала допомагати батькові у справі єврейської освіти та фінансових справах громади. У багатьох листах до своєї дочки, Ребе міркував про найглибші і найскладніші питання хасидського вчення й духовного служіння. У 1920 році, після смерті Ребе Шолома Дов-Бера, її батько став лідером руху ХаБаД, а в ті роки це означало - лідером єврейського опору взагалі. Він засновував на просторах комуністичної Росії підпільні хедери, єшиви та мікви. Хая-Мушка була вірним хасидом і помічником батька, беручи активну участь в його ризикованій роботі. Про цю таємну діяльність відомо зараз далеко не все, але ось один з фактів: Хая-Мушка протягом довгого часу, ризикуючи життям, носила свічки і їжу в підпільну єшиву. Доказом поваги і довіри Ребе до доньки був і той факт, що саме вона супроводжувала його на заслання до Костроми, він розумів, що в цій важкій ситуації з усіх його домочадців і відданих послідовників, саме Хая-Мушка виявиться найбільш підходящою людиною.

##### Сватання та одруження
Ще коли Хая-Мушка була маленькою, її улюблений дід, Шолом Дов-Бер Шнеєрсон, дав батькам дівчинки пораду, «Варто подумати про старшого сина Левіка», мова йшла про первістка видатного рабина Катеринослава та каббаліста Леві Іцхака Шнеєрсона, ним був майбутній чоловік Хаї-Мушки — Менахем Мендел. Вони були знайомі із самого дитинства, але зустріч у дорослому віці вперше відбулась в Ленінграді у 1924 році, куди приїхали обидві родини. Крім того, у них був спільний предок в четвертому коліні: Цемах Цедек, Третій Любавицький Ребе.
Під час життя на вулиці Моховій в Ленінграді відбувся обшук в квартирі, Шостий Ребе був арештований, та життя нареченого, майбутній ребецн, вдалося врятувати. Поки йшов обшук, Хая-Мушка побачила як до їх будинку йде Менахем-Мендел, та відчинивши вікно, нібито їй зле, тихо сказала нареченому «В нас гості», юнак одразу попрямував до німецького посольства, аби зробити запит і спробувати врятувати майбутнього тестя. У підсумку це врятувало обох Ребе — в світі піднялася хвиля протестів проти відвертого злодійства більшовиків. І якби не взаєморозуміння наречених, важко уявити, чим би цей обшук та арешт міг би скінчитися.
У 5689 (1928) році, 14 кіслева (27 листопада), після того, як сім'ї вдалося вирватися з радянської Росії, та переїхати до Риги, у Варшаві відбулась хупа (весілля). На цьому весіллі були присутні великі рабини Польщі, лідери хасидських дворів, глави єшив, єврейські громадські діячі. Батьків Менахема-Мендела, ребецн Хани та Леві Іцхака Шнеєрсонів, на весіллі не було, але вони передали свої благословіння молодятам та відсвяткували їх весілля в своїй квартирі, в Україні.
14 кіслева 5714 року, двадцять п'ять років по тому, Ребе сказав своїм хасидам: «Саме цей день зв'язав мене з вами, а вас зі мною», тим самим вшановуючи свою дружину перед своїми учнями.

##### Заміжжя
Подружжя переїхало до Берліну, оскільки чоловік Хаї-Мушки там навчався в університеті, вивчаючи філософію, математику та інженерну справу. Нажаль, у 1933 році прийшли нацисти до влади, почались переслідування євреїв, через що подружжя покинуло Німеччину, та переїхало до Парижу, де Менахем-Мендел мав змогу й надалі навчатись. Через розгортання воєнних дій у Європі, в березні 1940-го року батько Мушки переїхав до Нью-Йорку, де оселившись в єврейському кварталі, Брукліні, влаштував першу в США штаб-квартиру Любавицьких хасидів. Отримавши завдяки батьку необхідні документи, влітку 1941 року подружжя Шнеєрсонів кораблем «Серпа Пінто» дістались США. 
Менахем-Мендел отримав посаду інженера на верфі та працював там до закінчення війни. Зокрема працював й в установах ХаБаДу, виконуючи найважливіщі доручення тестя. Хая-Мушка жила за режимом чоловіка, підтримуючи та допомагаючи йому у всьому. За час війни сім'я Шнеєрсонів втратила багато родичів в Україні та Польщі.

##### Дружина Ребе
У 1950 році, шостий Любавицький Ребе, Йосеф Іцхак Шнеєрсон, покинув матеріальний світ. Постало питання хто стане наступником, адже не було чіткого розпорядження, а також синів від шостого Ребе. Відомо, що спочатку Менахем-Мендел відмовлявся від цієї посади, але після слів Ребецн: «Я не вірю, що все, що робив мій батько ці 30 років, - дарма, що всі його жертви виявилися непотрібними!» він погодився. Завдяки позиції та наполяганню Хаї-Мушки, через рік після смерті тестя, у 1951 році Менахем-Мендел Шнеєрсон зайняв посаду сьомого Любавицького Ребе. 
Саме Ребецн їздила з Парижа в нацистську Німеччину, щоб оформити офіційні документи, необхідні для виїзду брата Ребе зі Східної Європи, тим самим оберігаючи Ребе від смертельної небезпеки, в якій він міг би опинитися в Німеччині. Саме ребецн протягом кількох років у Парижі щодня пішки проходила багато кілометрів у пошуках їжі, яка відповідала б найсуворішим вимогам кашруту. Саме вона в перші роки їхнього життя в Америці їздила в Європу, щоб ознайомитися зі становищем європейських євреїв і повідомити про свої спостереження Ребе.
В ті ночі, коли Ребе затримувався на фарбренґенах (вид юдейського навчання під час приймання їжі), або приймав людей, а це відбувалося часом до світанку, ребецн не лягала спати, очікуючи свого чоловіка.
Ребецн Хая-Мушка була опорою Ребе, його радником, за словами їх кардіолога, він дуже шанував її та прислухався до порад своєї дружини. Вона ніколи не давала інтерв'ю, майже не з'являлася на публіці, навіть фонди і організації, за допомогою яких вона надавала допомогу тисячам нужденних, були майже засекречені. Хая Мушка жодного разу не брала участі в громадських урочистостях або зборах, ніколи не з'являлася на людях. Робила покупки тільки в тих магазинах, в яких її не знали в обличчя і ставилися до неї як до інших покупців.
У 1952 році Любавицький Ребе, завдяки своїй дружині, створив першу жіночу любавицьку оранізацію, оскільки вважав, що саме жінки несуть світло знань, не силою а ніжністю. 
Група жінок прислала ребецн Хаї-Мушці букет квітів до її дня народження, а разом з ним й конверт, в якому був перелік імен людей, які потребують благословення. Секретар Ребе передав букет ребецн, а конверт самому Ребе. Коли той прочитав на конверті ім'я дружини, запитав свого секретаря, чому він приніс конверт йому. Секретар пояснив, що в ньому лежить список людей, які потребують благословення. «Ну, так вона теж може благословляти», відповів Ребе.

##### Діти хасиди
У сім'ї Шнеєрсонів, не було дітей. На запитання про дітей, Ребецн Хая-Мушка завжди відповідала, що кожен любавицький хасид є її дитиною. Здогадок, чому так склалося, що в цієї родини, для такої святої династії, немає нащадків - безліч, але жодної достовірно підтвердженої не відомо.

##### Суд за бібліотеку
У 1985 році відбувся суд у справі крадіжки книг з бібліотеки Раббі Йосипа-Іцхака, батька ребецн Хаї-Мушки. Злодій - племінник ребецн і онук Ребе - вважав, що він є одним із спадкоємців, і взяв книги по праву. Хабадський союз же стверджував, що бібліотека Ребе - не приватні збори, і закони спадкування не мають до неї відношення. Коли ребецн, як одному з головних свідків у справі, задали питання, кому належать книги, вона відповіла фразою, що стала знаменитою: «І Ребе, і його книги належать хасидам».

##### Хвороба та смерть
В останні роки, страждаючи від важкої хвороби, Ребецн робила все, щоб приховати це від свого чоловіка, не зважаючи на те, що євреї з усіх кінців світу розповідали Ребе про свої біди і просили благословення. Один з близьких людей запитав ребецн, чому вона не попросить у свого великого чоловіка благословення на одужання, на що Хая-Мушка відповіла «Мені важливо не засмучувати його». В останній тиждень перед смертю Ребецн зателефонувала всім своїм близьким та знайомим, щоб із кожним порозмовляти. Відчувши сильну слабкість, вона викликала лікаря, та Ппісля огляду він запропонував їй лягти в лікарню на обстеження. На наступний день, 21 швата, ребецн проїхала в лікарню. Дорогою до лікарні, Ребецн Хая-Мушка, весь час переводила розмову на інші теми, вважаючи за краще обговорювати не стільки своє здоров’я, скільки допомогу молодим нареченим, у яких невдовзі весілля, а нічого ще не готово. Лежачи в лікарні, незадовго до своєї смерті Ребецн попросила склянку води й промовивши благословення, вона сильно зблідла та перестала відповідати. 

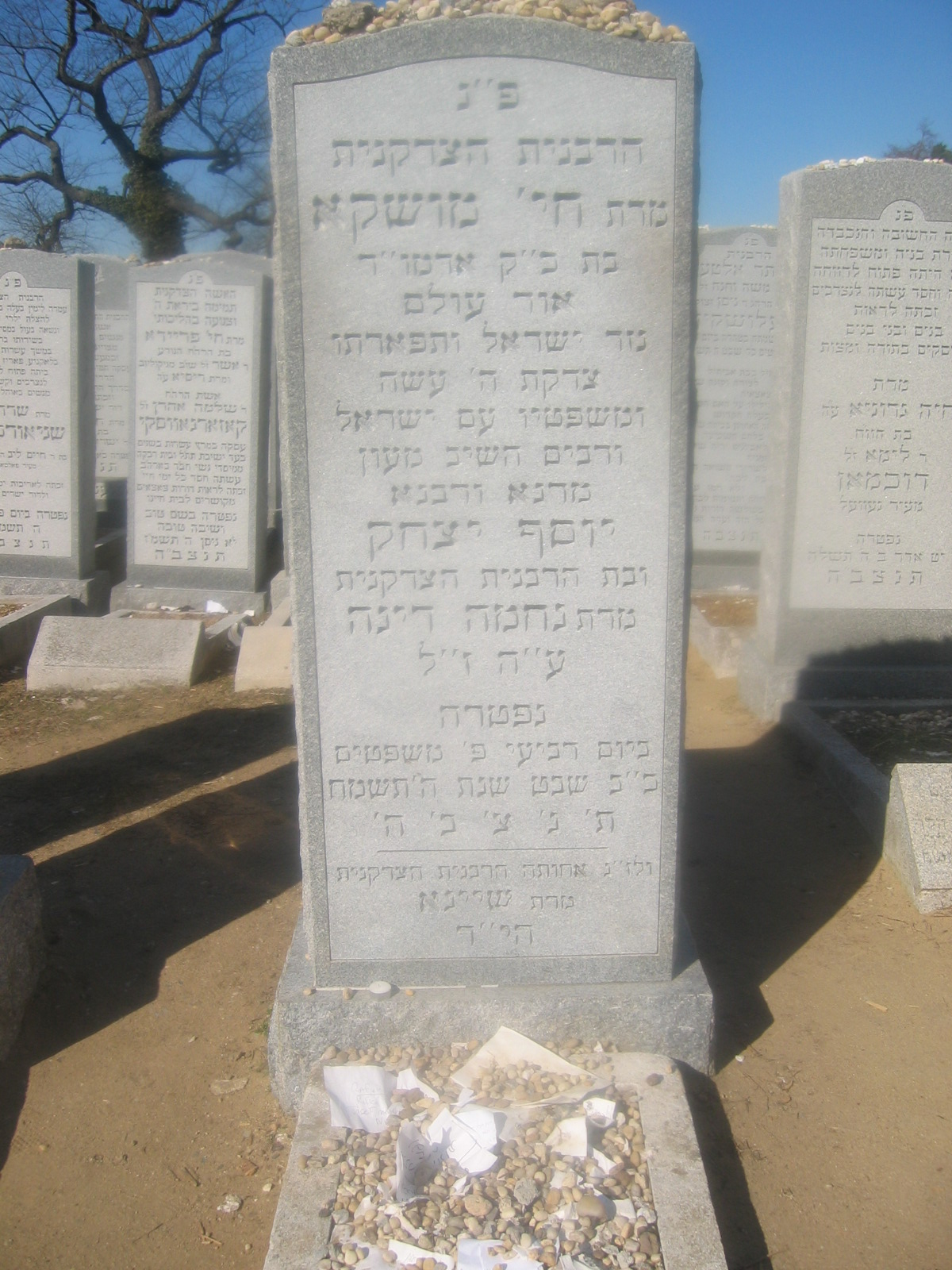
Могила Ребецн Хаї Мушки Шнеєрсон

Ребецн Хая-Мушка Шнеєрсон покинула матеріальний світ ввечері, при заступі наступного дня — 22 Швата 5748 року (10 лютого 1988 року), у середу тижневого розділу “Мішпатім”.
Поховання
У похороні, який відбувся за кілька годин після її смерті, брало участь понад 15 тисяч осіб. Це були ті хасиди, яких вона завжди називала своїми дітьми, як і Ребе, всіх вона знала особисто, була в курсі всіх їхніх справ, про всіх дбала, як про рідних. 
Ребецн Хая-Мушка похована поруч із могилою її бабусі, ребецн Штерни-Сари, дружини П’ятого Ребе Шломо Дов-Бера, навпроти могили ребе Раяца, Шостого Любавицького Ребе.

## Вшанування
У промові, яку виголосив Ребе наприкінці шиви (семиденної жалоби) за ребецн, відзначаючи її виняткові достоїнства, він приділив особливу увагу її прізвищу – Шнеєрсон. Він сказав, що ребецн Хая-Мушка була “донькою Шнеура” – повноправним спадкоємцем вчення і духовної спадщини її прабатька Ребе Шнеур-Залмана, основоположника хасидського руху ХаБаД. Вона не тільки отримала величезну духовну спадщину за правом народження, але, як додав Ребе, “вона уособлювала велич свого батька”; саме ребецн Хая-Мушка стала найвищим втіленням змісту і суті всіх семи поколінь керівників хасидизму ХаБаД.
На її честь було відкрито благодійний фонд «Керен Ахомеш», скорочення від слів «Ребецн Хая-Мушка Шнеєрсон», для допомоги єврейським жінкам у всьому світі, а також знамениту в усьому світі єврейську школу для дівчаток «Кампус Хамеш».
На честь Хаї-Мушки Шнеєрсон називають тисячі єврейських дівчат по всій планеті, засновують освітні й благодійні заклади. Пам’ятають її і в Дніпрі – навчальний заклад Махон «Хая-Мушка» дає єврейським дівчатам традиційне виховання й освіту.